# Abraxas aureopicta
Abraxas aureopicta là một loài bướm đêm trong họ Geometridae.